# Stephan Ferdinand
Stephan Ferdinand (* 1962 in Bonn) ist ein deutscher Journalist und Professor für Journalistik an der Hochschule der Medien Stuttgart.

## Wirken
Ferdinand arbeitete vierzehn Jahre lang als Reporter, Moderator und Redakteur bei Hörfunk und Fernsehen bei den öffentlich-rechtlichen Sendern Süddeutscher Rundfunk (SDR), Südwestfunk (SWF) und Südwestrundfunk (SWR). Der Diplom-Volkswirt war u. a. Redaktionsleiter der SDR-Hörfunkredaktion Wirtschaft, Sozialpolitik und Verkehr und baute beim Südwestrundfunk das neue Programm SWR4 Radio Stuttgart auf. 1997 und 1999 erhielten er und Jan Büttner Ernst-Schneider-Preise in der Kategorie Hörfunk für die gemeinsam erstellten Radiofeature „Heute im Gespräch: „MaastNicht versus Maastricht“ – Die Europäische Union auf dem Prüfstand“ (SDR, 8. Dezember 1996) und „Neues Geld, neues Glück? Der Euro kommt“ (SWR, 1. Mai 1998).
Seit 2001 hat Ferdinand eine Professur für Journalistik im Studiengang „Medienwirtschaft“ innerhalb der Fakultät „Electronic Media“ an der Hochschule der Medien (HdM) inne. Er ist an der HdM außerdem Direktor des Institutes für Moderation (imo) und leitete von 2004 bis 2025 zudem das Steinbeis-Transferzentrum Audiovisuelle Medien. 2020 rief er den Podcast SPRICH:STUTTGART ins Leben, in dem Persönlichkeiten der Stadt Stuttgart über ihr Leben sprechen. Er war für den Publikumspreis beim Deutschen Podcast-Preis 2021 gelistet. Ferdinand hat zusammen mit ARD-Anchor Prof. Ingo Zamperoni und dem Journalisten Johannes Meyer 2023 den Stuttgarter Moderationspreis ins Leben gerufen. In den Kategorien „Journalistische Qualität“, „Public Value“ und „Präsentation, Sprache und Innovation“ werden herausragende journalistische Moderatoren aus ganz Deutschland prämiert.